# ラズ語
ラズ語（ラズご、ლაზური ნენა, lazuri nena; グルジア語: ლაზური ენა, lazuri ena, or ჭანური ენა, ç̌anuri ena / chanuri ena）は、黒海沿岸南東部で、主にラズ人によって話されているカルトヴェリ語族に属する言語である。推定によると、トルコ国内のMelyatからジョージア国境にかけての地域（1925年まで公式にラジスタンと呼ばれていた）に約2万人の母語話者がいる。グルジア国内にも約2,000人の話者が暮らす。

## 分類
系統的には、グルジア語と同じくカルトヴェリ語族（南コーカサス語族）に属する言語である。グルジア国内で話されているメグレル語と非常に関係が深く、両言語をまとめてザン語 (Zan)とし、メグレル語とラズ語をその方言または地域変種とする言語学者もいる。また、それはソビエト時代や今日のジョージアでは公式見解とされている。しかし一般的には、メグレル語とラズ語は、長年にわたる話者のコミュニティーの分離（500年）と相互理解の不可能のために、別々の言語と見なされている。ラズ人はトルコのトラブゾンに移住している。

## 地理的分布

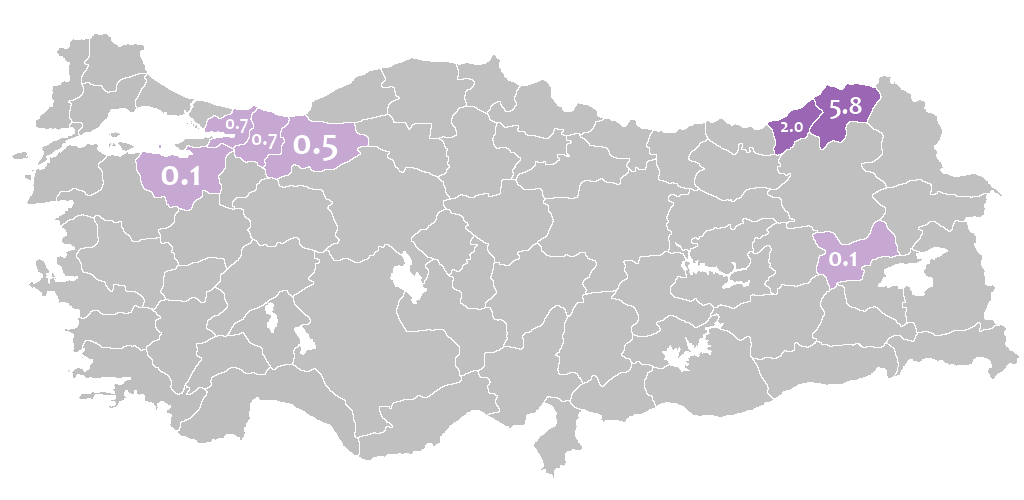
トルコのラズ語話者数

ラズ語は、その親族であるメグレル語、グルジア語、スヴァン語とともに、カルトヴェリ（南コーカサス）語族を構成している。カルトヴェリ祖語の最初の分裂は紀元前2500年から2000年頃で、スヴァン語がカルトヴェリ祖語から分岐したと推定されている（Nichols、1998）。アッシリア、ウラルトゥ、ギリシャ、ローマの文書で、歴史時代初期（紀元前2〜1世紀）には、多数のカルトヴェリ系部族が南西からコーカサスに移住する過程にあったことが明らかにされている。 小アジア北部の海岸と沿岸の山は、サムスン以西に住むカルトヴェリ人によって支配されていた。 彼らの東方への移住は、トロイの崩壊（エラトステネスの記述によると、紀元前1183年まで）によって始まったかもしれない。 したがってそれは、カルトヴェリ人が北東アナトリアからジョージア平原へ侵入し、先に住んでいた無関係の北西コーカサスとヴァイナフの人々をコーカサス高地へと追いやったということを表す(Tuite, 1996; Nichols, 2004)。
ラズ人の最も古い集落は、聖なる港（ノヴォロシスク）の南680スタディオン（約80マイル）、ピティウスの北1,020スタディオン（100マイル）に位置し、Tuapseに隣り合った地域にアッリアノスが置いた。西暦1世紀にZygoiからの圧力の下で南に移動しなければいけなかったKiesslingはケルケタイの一部のラゾイを見た。同じ作者はケルケタイを「ジョージアの」部族と見なした。しかし実際には、アッリアノスの時代（西暦2世紀）、ラズ人はすでにウムの南に住んでいた。トレビゾンドの東岸沿いに住んでいた人々は以下の通り: Colchi (とSanni); Machelones; Heniochi; Zydritae; Lazai, ローマの宗主権を持っていたMalassus王の領地; Apsilae; Abacsi; Sebastopolisに近いSanigae。
コルキスの古代の王国は、ラズ語の話者が今日住んでいるのと同じ地域にあり、その住民はおそらく先祖代々の言語を話した。コルキスはイアーソーンとアルゴナウタイの有名なギリシャの伝説の舞台だった。
今日、ほとんどのラズ語話者はトルコ北東部の黒海沿岸の地域に住んでいる。リゼ県のPazar (Atina / ათინა), Ardeşen (Art̆aşeni / არტაშენი), Çamlıhemşin (Vica / ვიჯა), Fındıklı (Viǯe / ვიწე), İkizdere (Xuras / ხურას)地区や、アルトヴィン県のArhavi (Arkabi / არქაბი), Hopa (Xopa / ხოფა) and Borçka (Borçxa / ბორჩხა) 地区など。アナトリア北西部（デュズジェ県のAkçakoca、サカリヤ県のSapanca、Kocaeli、Bartın、およびヤロヴァ県のGölcük）にも、露土戦争（1877年 - 1878年）以降に定住し、現在ではイスタンブールとアンカラにもコミュニティがある。 ジョージア、とりわけアジャリアに住んでいるラズ人はほんの僅かである。ラズ人はドイツにも1960年代以降トルコから移住した。

### 社会的および文化的地位

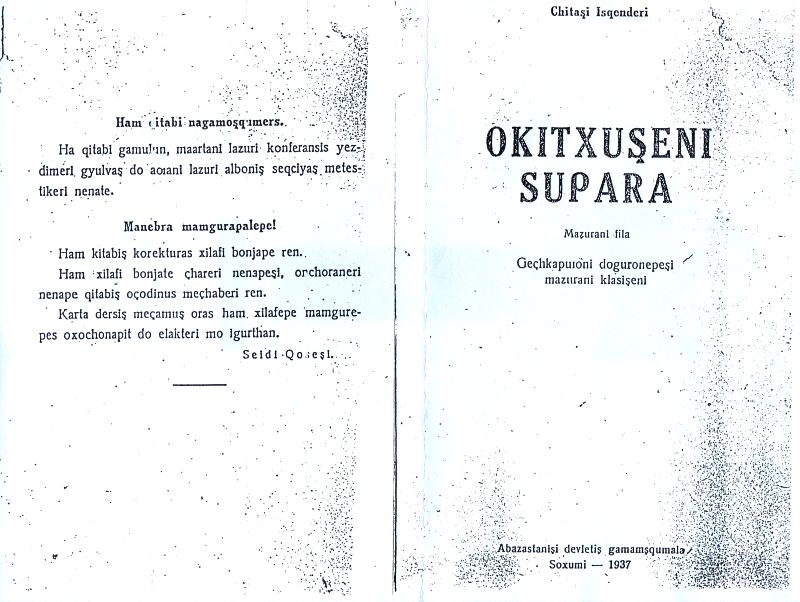
ラズ語の書籍「母語」

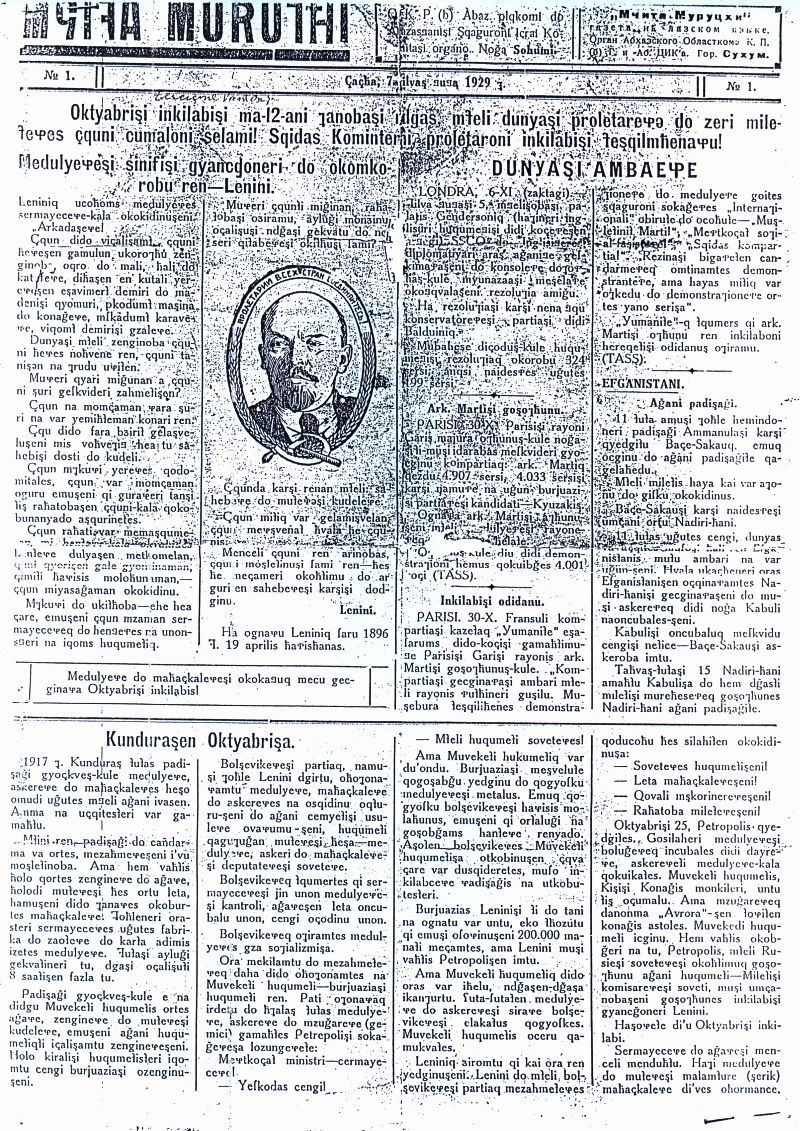
1928年のラズ語の新聞

ラズ語は、トルコとジョージアのどちらにも公的な地位が認められておらず、表記体系の基準も存在しない。現在は親しく打ち解けた場での交流でのみ使用されている。文学、ビジネス、およびその他の目的のために、ラズ語の話者は自国の公用語（トルコ語またはグルジア語）を使用する。
ラズ語は、そのほとんどの話者がジョージアではなくトルコに住んでいるという点で南コーカサス地方の言語の中で特徴的である。さまざまな方言の違いはわずかであるが、それらの話者は、相互理解度のレベルが低いと感じている。ラズ語には一般的な共通語がないため、さまざまな方言の話者はトルコ語を使用して互いに意思疎通を図っている。
1930年から1938年の間に、ザン語（ラズ語とメグレル語）はジョージアで文化的自治を享受し、文学言語として使用されたが、正式な共通語は確立されなかった。それ以来、ほとんどの知識人が文学の言語としてそれを使用しているという事実にもかかわらず、ザン語で共通文語を作成しようとする試みはすべて失敗している。
トルコでは、ラズ語は1984年以来トルコ語のアルファベットに基づいたアルファベットが作成されて以来、書かれた言語である。それ以来、このシステムはラズに出てきたほんの一握りの出版物で使われてきた。南コーカサス地方の言語のために特別に開発された、グルジア文字はラズ語の音韻にもっと適しているが、ラテン語のアルファベットが使用されるトルコに母語話者の大部分が住んでいるので、グルジア文字の採用は不可能だった。それにもかかわらず、1991年にはナナネナ（「母語」）という教科書が出版された。 1999年にはラズ語―トルコ語の最初の辞書が出版された。
ラズ人が教育を受けることができる唯一の言語は、トルコ語（トルコ）とグルジア語（ジョージア）である。事実上すべてのラズ人はトルコ語とラズ語、またはグルジア語とラズ語のバイリンガルである。ラズ人だけが住んでいる村でも、トルコ語やグルジア語で会話をするのが一般的である。トルコ語はラズ語の語彙に著しい影響を与えた。
ラズ語話者自身は基本的にラズ語を口頭でのコミュニケーションの手段と見なしている。ラズ語を話す家族は、非公式の状況において成人の間でのみ話し、他のすべての場面でトルコ語またはグルジア語を使用する。これにより、若い世代は言語を完全に習得することに失敗し、消極的な知識しか得られない。
最近では、ラズ人のフォークミュージシャン、Birol Topaloğluが、彼のアルバムHeyamo（1997、ラズ語で歌われた最初のアルバム）とAravani（2000）で、ある程度の国際的な成功を収めている。ラズ人ロックンロールミュージシャンのKazım Koyuncuは、1995年から2005年に亡くなるまで、ラズの伝統音楽をロックンロールに編曲した。
2004年に、トルコの至福党の副党首であるMehmet Bekâroğluは、彼の母国語がラズ語でありラズ語での放送を要求していることを宣言する通知をトルコ国営放送（TRT）に送った。同年、ラズ人の知識人グループが請願を発し、ラズ語放送の実施についてTRT関係者との会合を開催した。しかし、2008年現在、これらの要求は当局によって無視されている。

### ラズ語の方言
ラズ語には5つの大きな方言がある。
| 名称           | グルジア語の名称 | 分布地域                    |
| -------------- | ---------------- | --------------------------- |
| Xopuri         | ხოფური           | Ajaria                      |
| Viǯur-Arkabuli | ვიწურ-არქაბული   | Fındıklı                    |
| Çxaluri        | ჩხალური          | Borçka の Düzköy (Çxala) 村 |
| Atinuri        | ათინური          | Pazar (旧 Atina)            |
| Art̆aşenuri     | არტაშენური       | Ardeşen                     |

最後の2つはしばしば単一のAtinan方言として扱われる。 異なるラズ方言の話者は相互理解が困難で、現地の公用語でコミュニケーションをとることを好む。
| 日本語                           | Atina                   | Art̆aşeni                | Arkabi          | Xopa–Batumi       |
| -------------------------------- | ----------------------- | ----------------------- | --------------- | ----------------- |
| 私は愛している                   | malimben / მალიმბენ     | maoropen / მაოროფენ     | p̌orom / პორომ   | p̌qorop / პყოროფ   |
| あなたは愛している               | galimben / გალიმბენ     | gaoropen / გაოროფენ     | orom / ორომ     | qorop / ყოროფ     |
| 彼・彼女・それは愛している       | alimben / ალიმბენ       | aropen / აოროფენ        | oroms / ორომს   | qorops / ყოროფს   |
| 私達は愛している                 | malimberan / მალიმბერან | maoropenan / მაოროფენან | p̌oromt / პორომთ | p̌qoropt / პყოროფთ |
| あなた達は愛している             | galimberan / გალიმბერან | gaoropenan / გაოროფენან | oromt / ორომთ   | qoropt / ყოროფთ   |
| 彼ら・彼女ら・それらは愛している | alimberan / ალიმბერან   | aoropenan / აოროფენან   | oroman / ორომან | qoropan / ყოროფან |

## 表記体系
ラズ語の文字はムヘドルリ(グルジア文字)、または拡張されたトルコ語アルファベットで表記される。
| アルファベット           | アルファベット         | 転写       | 転写  |
| ムヘドルリ（グルジア語） | ラテン文字（トルコ語） | ラテン文字 | IPA   |
| ------------------------ | ---------------------- | ---------- | ----- |
| ა                        | a                      | a          | [ɑ]   |
| ბ                        | b                      | b          | [b]   |
| გ                        | g                      | g          | [ɡ]   |
| დ                        | d                      | d          | [d]   |
| ე                        | e                      | e          | [ɛ]   |
| ვ                        | v                      | v          | [v]   |
| ზ                        | z                      | z          | [z]   |
| თ                        | t                      | t          | [t]   |
| ი                        | i                      | i          | [i]   |
| კ                        | ǩ (or kʼ)              | ḳ          | [kʼ]  |
| ლ                        | l                      | l          | [l]   |
| მ                        | m                      | m          | [m]   |
| ნ                        | n                      | n          | [n]   |
| ჲ                        | y                      | y          | [j]   |
| ო                        | o                      | o          | [ɔ]   |
| პ                        | p̌ (or pʼ)              | ṗ          | [pʼ]  |
| ჟ                        | j                      | ž          | [ʒ]   |
| რ                        | r                      | r          | [r]   |
| ს                        | s                      | s          | [s]   |
| ტ                        | t̆ (or tʼ)              | ṭ          | [tʼ]  |
| უ                        | u                      | u          | [u]   |
| ფ                        | p                      | p          | [p]   |
| ქ                        | k                      | k          | [k]   |
| ღ                        | ğ                      | ɣ          | [ɣ]   |
| ყ                        | q                      | qʼ         | [qʼ]  |
| შ                        | ş                      | š          | [ʃ]   |
| ჩ                        | ç                      | č          | [t͡ʃ]  |
| ც                        | ʒ (or з or ts)         | c          | [t͡s]  |
| ძ                        | ž (or zʼ)              | ʒ          | [d͡z]  |
| წ                        | ǯ (or зʼ or tsʼ)       | ċ          | [t͡sʼ] |
| ჭ                        | ç̌ (or çʼ)              | čʼ         | [t͡ʃʼ] |
| ხ                        | x                      | x          | [x]   |
| ჯ                        | c                      | ǯ          | [d͡ʒ]  |
| ჰ                        | h                      | h          | [h]   |
| ჶ                        | f                      | f          | [f]   |

## 言語学的特徴
多くのコーカサス諸語のように、ラズ語は豊かな子音システム（実際に、カルトヴェリ語族の中で最も豊か）を持っているが、たった5つの母音（a、e、i、o、u）しか持たない。 名詞は、文法的な機能（方言に応じて4〜7格）と数（単数形または複数形）を示すために、性ではなく、凝集接尾辞を付ける。

### 音韻論
|          |          | 唇音   | 唇音 | 唇音 | 歯茎音 | 歯茎音 | 歯茎音 | 後部歯茎音 | 後部歯茎音 | 硬口蓋音 | 軟口蓋音 | 軟口蓋音 | 軟口蓋音 | 口蓋垂音 | 声門音 |
| 無気     | 有気     | 放出音 | 無気 | 有気 | 放出音 | 無気   | 放出音 | 無気       | 有気       | 硬口蓋音 | 放出音   |          |          | 口蓋垂音 | 声門音 |
| -------- | -------- | ------ | ---- | ---- | ------ | ------ | ------ | ---------- | ---------- | -------- | -------- | -------- | -------- | -------- | ------ |
| 破裂音   | 無声     |        | pʰ   | pʼ   |        | tʰ     | tʼ     |            |            |          |          | kʰ       | kʼ       | qʼ       |        |
| 破裂音   | 有声     | b      |      |      | d      |        |        |            |            |          | g        |          |          |          |        |
| 破擦音   | 無声     |        |      | t͡sʼ  |        |        |        | t͡ʃ         | t͡ʃʼ        |          |          |          |          |          |        |
| 破擦音   | 有声     | d͡z     |      |      |        |        |        | d͡ʒ         |            |          |          |          |          |          |        |
| 摩擦音   | 無声     | f      |      |      | s      |        |        | ʃ          |            |          | x        |          |          |          | h      |
| 摩擦音   | 有声     | v      |      |      | z      |        |        | ʒ          |            |          | ɣ        |          |          |          |        |
| 鼻音     | 鼻音     | m      |      |      | n      |        |        |            |            |          |          |          |          |          |        |
| 接近音   | 接近音   |        |      |      | l      |        |        | j          |            |          |          |          |          |          |        |
| ふるえ音 | ふるえ音 |        |      |      | r      |        |        |            |            |          |          |          |          |          |        |

ラズ語の動詞は人称と数に応じた接尾辞の他、時制、相、法、および（方言によっては）証拠性によって活用する。 空間的な方向を示すために、最大50の動詞の接頭辞が使用される。 人称と数の接尾辞は、動く1つまたは2つのものを対象とした主題に付けられる。 gimpulam = "私はあなたからそれを隠します"。

## 文法
カルトヴェリ語族内でのラズ語特有の特徴
- すべての動詞が母音で終わる
- 方向の接尾辞を使用した、より広範な動詞の活用形
- ギリシャ語とチュルク語族からの大幅な語彙の借用

## 言語名別称
- Chan
- Chanuri
- Chanzan
- Laze
- Zan

## 文例
- Ho (ჰო) –はい
- Va (ვა), Var (ვარ) –いいえ
- Ma (მა) –私
- Si (სი) –あなた
- Skani (სქანი) –あなたの
- Çkimi (ჩქიმი), Şǩimi (შკიმი) –私の
- Gegacginas / Xela do ǩaobate (გეგაჯგინას/ხელა დო კაობათე) –こんにちは
- Ǩai serepe (კაი სერეფე) –おやすみなさい
- Ǩai moxtit (კაი მოხთით) –ようこそ
- Didi mardi (დიდი მარდი) –ありがとう
- Muç̌ore? (მუჭორე?) –ご機嫌いかがですか？
- Ǩai vore (კაი ვორე), Vrosi vore (ვროსი ვორე) –私は元気です
- Dido xelabas vore (დიდო ხელაბას ვორე) –私はとても幸せです
- Ma vulur (მა ვულურ) –私は行きます
- Ma gamavulur (მა გამავულურ) –私は外に行きます
- Gale (გალე) –外
- Ma amavulur (მა ამავულურ) –私は中に行きます
- Doloxe (დოლოხე) –中
- Ma gevulur (მა გევულურ) –私は下に行きます
- Tude (თუდე) –下
- Ma eşevulur (მა ეშევულურ) –私は上がっていく
- Jin (ჟინ) –上
- Sonuri re? (სონური რე?) –出身はどちらですか？
- Ťrapuzani (ტრაფუზანი) –トラブゾン
- Turkona (თურქონა), Turkie (თურქიე) –トルコ
- Ruseti (რუსეთი) –ロシア
- Giurcistani (გიურჯისთანი), Giurci-msva (გიურჯი-მსვა) –ジョージア
- Oxorca (ოხორჯა) –女性
- Ǩoçi (კოჩი) –男性
- Bozo (ბოზო), ǩulani (კულანი) –少女
- Biç̌i (ბიჭი) –少年
- Sup̌ara (სუპარა) –本
- Megabre (მეგაბრე) –友達
- Qoropa (ყოროფა) –愛
- Mu dulia ikip? (მუ დულია იქიფ?) –あなたの仕事は何ですか？
- Lazuri giçkini? (ლაზური გიჩქინი?) –あなたはラズを知っていますか？
- Mu gcoxons? (მუ გჯოხონს?),  –お名前は何ですか？
- Ma si kqorop (Hopa dialect) (მა სი ქყოროფ) –わたしは、あなたを愛しています

## 書誌情報
- Grove, Timothy (2012). Materials for a Comprehensive History of the Caucasus, with an Emphasis on Greco-Roman Sources. https://timothygrove.blogspot.com/2012/07/materials-for-comprehensive-history-of.html
- Kojima, Gôichi (2003) Lazuri grameri Chiviyazıları, Kadıköy, İstanbul, ISBN 975-8663-55-0 (notes in English and Turkish)
- Nichols, Johanna (1998). The origin and dispersal of languages: Linguistic evidence. In N. G. Jablonski & L. C. Aiello (Eds.), The origin and diversification of language. San Francisco: California Academy of Sciences.
- Nichols, Johanna (2004). The origin of the Chechen and Ingush: A study in Alpine linguistic and ethnic geography. Anthropological Linguistics 46(2): 129-155.
- Tuite, Kevin. (1996). Highland Georgian paganism — archaism or innovation?: Review of Zurab K’ik’nadze. 1996. Kartuli mitologia, I. ǰvari da saq’mo. (Georgian mythology, I. The cross and his people [sic].). Annual of the Society for the Study of Caucasia 7: 79-91.